# Christoph Nichelmann
Christoph Nichelmann (né le 13 août 1717 à Treuenbrietzen et mort le 20 juillet 1762 à Berlin) est un claveciniste et compositeur allemand, membre de l'École de Berlin.

## Biographie
Il étudie le piano à la Thomasschule zu Leipzig avec Wilhelm Friedemann Bach.
Il est possible, quoique non prouvé, que Jean-Sébastien Bach lui ait confié la partie de soprano, très virtuose, de sa cantate Jauchzet Gott in allen Landen ! (BWV 51) créée le 17 septembre 1730, peu de temps après son entrée à cette école.

## Œuvres
On connaît de lui des sonates pour clavecin.

## Discographie
- Concerto en mi majeur pour clavecin, cordes et basse continue, dans : Cembalokonzerte - Harpsichord Concertos de Johann Philipp Kirnberger, Johann Gottfried Müthel et Christoph Nichelmann - Berliner Barock-Compagney (2000, Capriccio)
- sonates pour clavecin, par Michèle Benuzzi (Brillant classics).
- Musik am Berliner Hof - Music at the Berlin Court, œuvres de Christoph Nichelmann, Johann Philipp Kirnberger, Johann Joachim Quantz, Christoph Schaffrath et C.P.E. Bach par l'Akademie für Alte Musik Berlin (Berlin Classics, 1992)
- Friedrich der Grosse - Music for the Berlin Court - À la cour de Frédéric le Grand, œuvres de Johann Gottlieb Graun, Christoph Nichelmann, Frédéric II de Prusse et Carl Philipp Emanuel Bach par l'Akademie für Alte Musik Berlin (Harmonia Mundi, 2012)